# Hubert Trościanka
Hubert Trościanka (ur. 26 lipca 2006) – polski lekkoatleta specjalizujący się w wieloboju. Mistrz Europy Juniorów 2025 w dziesięcioboju.
Rekordy życiowe:
- dziesięciobój – 8514 pkt. (8 sierpnia 2025, Tampere, Rekord świata)
- siedmiobój – 5554 pkt. (11 lutego 2024, Wrocław)

## Osiągnięcia
| Rok  | Impreza                                        | Miejsce       | Dyscyplina                      | Pozycja     | Wynik     | Źrodło |
| ---- | ---------------------------------------------- | ------------- | ------------------------------- | ----------- | --------- | ------ |
| 2020 | Mistrzostwa Polski U16                         | Słupsk        | rzut oszczepem                  | 11. miejsce | 45.02     | [ 4 ]  |
| 2021 | Mistrzostwa Polski U16                         | Karpacz       | rzut dyskiem                    | 1. miejsce  | 61.47     | [ 5 ]  |
| 2021 | Mistrzostwa Polski U16                         | Karpacz       | rzut oszczepem                  | 3. miejsce  | 52.48     | [ 5 ]  |
| 2022 | Mistrzostwa Polski U18                         | Bielsko-Biała | rzut dyskiem                    | 4. miejsce  | 50.15     | [ 6 ]  |
| 2022 | Mistrzostwa Polski U18                         | Bielsko-Biała | rzut oszczepem                  | 3. miejsce  | 58.34     | [ 6 ]  |
| 2023 | Halowe Mistrzostwa Polski U18 i U20            | Rzeszów       | siedmiobój                      | 2. miejsce  | 4790 pkt. | [ 7 ]  |
| 2023 | Mistrzostwa Polski U18                         | Chorzów       | dziesięciobój                   | 1 miejsce   | 7412 pkt. | [ 8 ]  |
| 2023 | Mecz U18 Polska-Czechy-Węgry-Słowacja-Słowenia | Ptuj          | rzut oszczepem                  | 9. miejsce  | 57.23     | [ 9 ]  |
| 2023 | Letni Olimpijski Festiwal Młodzieży Europy     | Maribor       | dziesięciobój                   | 1. miejsce  | 7354 pkt. | [ 10 ] |
| 2024 | Mistrzostwa Polski Juniorów w Lekkoatletyce    | Radom         | rzut oszczepem                  | 1. miejsce  | 65.13     | [ 11 ] |
| 2024 | Halowe Mistrzostwa Polski U18 i U20            | Wrocław       | siedmiobój                      | 1. miejsce  | 5554 pkt. | [ 12 ] |
| 2024 | Halowe Mistrzostwa Polski Seniorów             | Toruń         | siedmiobój                      | 3. miejsce  | 5313 pkt. | [ 13 ] |
| 2024 | Mistrzostwa Polski U20 w Wielobojach           | Warszawa      | dziesięciobój                   | 1. miejsce  | 8145 pkt. | [ 14 ] |
| 2024 | Mistrzostwa Świata Juniorów                    | Lima          | dziesięciobój                   | 2. miejsce  | 8230 pkt. | [ 15 ] |
| 2025 | Halowe Mistrzostwa Polski U18 i U20            | Wrocław       | skok o tyczce                   | 4. miejsce  | 4.60      | [ 16 ] |
| 2025 | Halowe Mistrzostwa Polski U18 i U20            | Wrocław       | pchnięcie kulą                  | 4. miejsce  | 15.40     | [ 16 ] |
| 2025 | Mistrzostwa Polski Juniorów                    | Włocławek     | bieg na 110 metrów przez płotki | DQ          | DQ        | [ 17 ] |
| 2025 | Mistrzostwa Polski Juniorów                    | Włocławek     | skok w dal                      | 1. miejsce  | 7.60      | [ 17 ] |
| 2025 | Mistrzostwa Polski U20 w Wielobojach           | Warszawa      | dziesięciobój                   | 1. miejsce  | 7813 pkt. | [ 18 ] |
| 2025 | Mistrzostwa Europy Juniorów                    | Tampere       | dziesięciobój                   | 1. miejsce  | 8514 pkt. | [ 19 ] |
| 2025 | Mistrzostwa Europy Juniorów                    | Tampere       | sztafeta 4 x 400 metrów         | 5. miejsce  | 3:08.23   | [ 20 ] |